# سید بدریه
سید بدریه (انگلیسی: Sayed Badreya؛ زادهٔ ۱۹۵۷ (۶۷–۶۸ سال)) یک هنرپیشه اهل مصر و ساکن آمریکا است.
از فیلم‌ها یا برنامه‌های تلویزیونی که وی در آن نقش داشته است می‌توان به سه کله‌پوک، روز استقلال، مرد آهنی، فیلم ۴۳ و تو حریف زوهان نمی‌شی اشاره کرد.